# Edward Young (peintre)
Pour les articles homonymes, voir Young et Edward Young (homonymie).
Eduard "Edward" Young, né à Prague (Autriche-Hongrie) le 21 octobre 1823 et mort à Munich (Empire allemand) le 12 février 1882, est un peintre et dessinateur autrichien.

## Notes et références

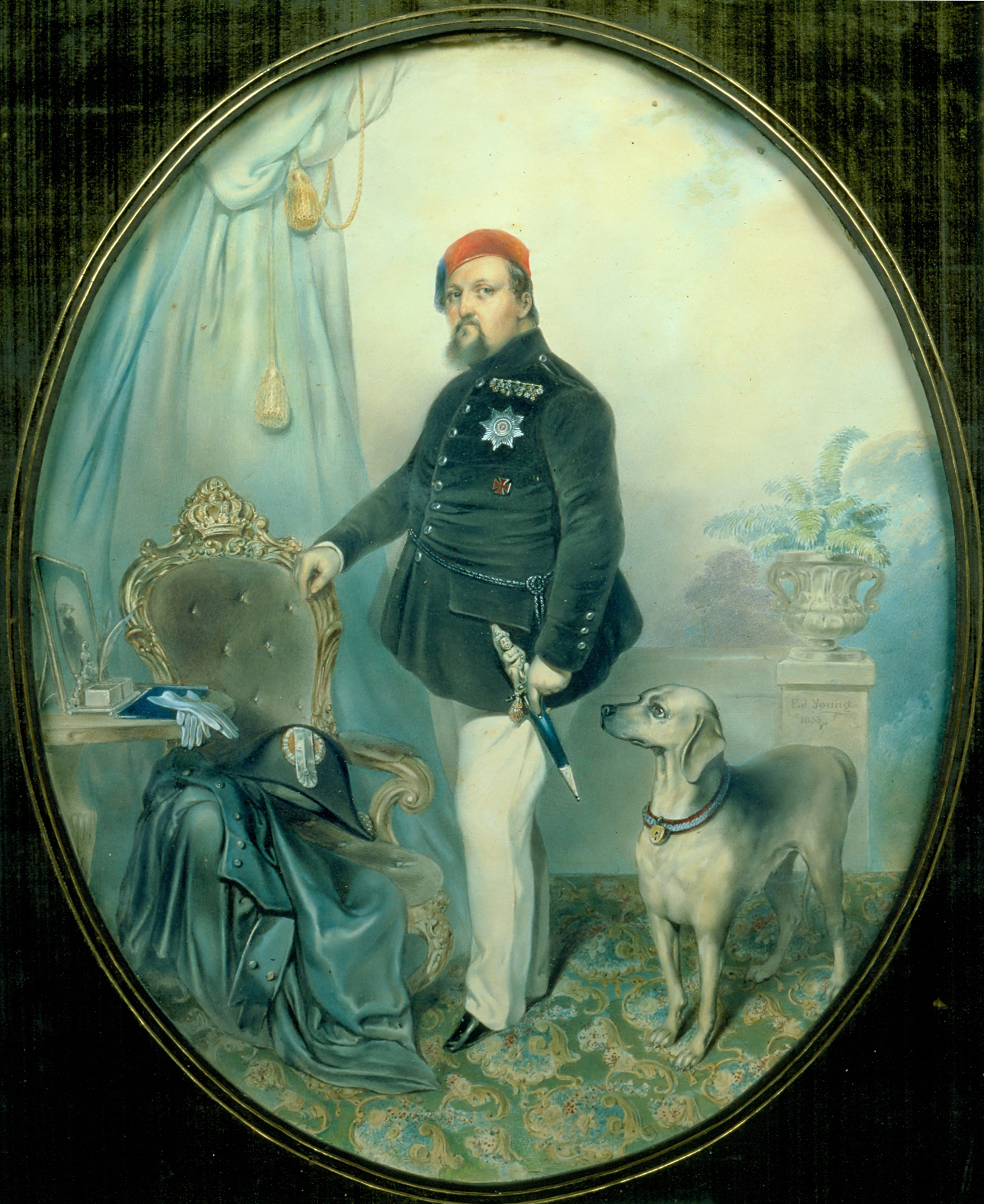
Frédéric VII par Edward Young (1853)